# 拉罗汤加王国
拉罗汤加王国（库克群岛毛利语：Mātāmuatanga Rarotonga）是一个位于现在的库克群岛的独立王国，以拉罗汤加岛命名，于1858年成立。1888年，根据该国自身的请求，它成为英国的一个保护国。1893年，该国更名为库克群岛联邦。